# Shaun Heshka
Shaun Heshka (ur. 30 lipca 1985 w Melville, Saskatchewan) – kanadyjski hokeista.

## Kariera
- Melville Millionaires (2002-2003)
- Everett Silvertips (2003-2006)
- Manitoba Moose (2006-2009)
  -  Victoria Salmon Kings (2007)
- Phoenix Coyotes (2009)
- San Antonio Rampage (2009-2010)
- EC Red Bull Salzburg (2010-2011)
- Binghamton Senators (2011)
- Peoria Rivermen (2011-2012)
- Ässät (2012-2013)
- Ak Bars Kazań (2013-2014)
- Admirał Władywostok (2014-2015)
- MODO (2015-2016)
- Kärpät (2016-)

Występował przez pięć sezonów w juniorskich rozgrywkach WHL w ramach CHL, a następnie w amerykańskich AHL, ECHL i NHL. Ponadto grał w Europie: w austriackiej lidze EBEL, od 2012 w fińskiej SM-liiga, gdzie został najlepszym obrońcą sezonu. Od czerwca 2013 zawodnik rosyjskiego klubu Ak Bars Kazań w lidze KHL. W końcu października 2014 został zawodnikiem Admirała Władywostok. Od maja 2015 zawodnik MODO. Od kwietnia 2016 zawodnik.

## Sukcesy
Klubowe
- Mistrzostwo dywizji AHL: 2007, 2009 z Manitoba Moose
- Mistrzostwo dywizji AHL: 2009 z Manitoba Moose
- Mistrzostwo w sezonie regularnym: 2009 z Manitoba Moose
- Norman R. „Bud” Poile Trophy: 2009 z Manitoba Moose
- Drugie miejsce w Pucharze Kontynentalnym (1 raz): 2011 z EC Red Bull Salzburg
- European Trophy: 2011 z EC Red Bull Salzburg
- Złoty medal mistrzostw Austrii: 2011 z EC Red Bull Salzburg
- Złoty medal mistrzostw Finlandii: 2013 z Ässät
- Puchar Spenglera: 2016 z Team Canada

Indywidualne
- Western Hockey League (2005/2006):
  - Pierwsze miejsce w klasyfikacji asystentów wśród obrońców w sezonie zasadniczym: 49 asyst
- SM-liiga (2012/2013):
  - Najlepszy obrońca sezonu (Trofeum Pekki Rautakallio)
  - Skład gwiazd sezonu
- KHL (2013/2014):
  - Mecz Gwiazd KHL[6]
  - Drugie miejsce w klasyfikacji asystentów wśród obrońców w sezonie zasadniczym: 22 asysty
  - Czwarte miejsce w klasyfikacji kanadyjskiej wśród obrońców w sezonie zasadniczym: 30 punktów
- Liiga (2018/2019):
  - Czwarte miejsce w klasyfikacji +/- w sezonie zasadniczym: +29[7]